# La mujer de mi vida (telenovela estadounidense)
La mujer de mi vida es una telenovela estadounidense producida por Telemundo Global Studios para Telemundo en 2024. La telenovela es una historia original de Mario Schajris y tiene a Miguel Varoni como productor a cargo. Se estrenó primero en México a través de Canal 9 de TelevisaUnivision el 8 de octubre de 2024.
Esta protagonizada por Iván Sánchez y Angélica Celaya, junto con Mauricio Islas,  Catherine Siachoque, Rodrigo Murray y Norkys Batista en los roles antagónicos.

## Trama
Ricardo Oribe (Iván Sánchez), es un hombre poco agraciado físicamente aunque exitoso hombre de negocios, dedicado a su familia y enamorado de su bella esposa Daniela (Angélica Celaya), una joven aspirante a actriz. La vida de Ricardo da un giro cuando su mejor amigo Emilio (Mauricio Islas) lo traiciona e intenta matarlo para apoderarse de su empresa y la familia que nunca tuvo. Pese a que su familia y amigos lo dan por muerto; Ricardo sigue vivo, pero sufre de amnesia.
Después de un transcurso de 15 años, Ricardo atraviesa por varios cambios físicos y recupera la memoria. Dispuesto a recuperar todo lo que le pertenece, asume una nueva identidad como Pablo Silva para evitar caer en las manos de las autoridades por la mala jugada que Emilio planeo. Con la determinación de recuperar al amor de su vida, regresa para reconectar con su esposa, sus hijos y amigos sin ser reconocido. Sin embargo, deberá tener cuidado porque si se descubre quién es podría arruinar su vida y la de los suyos.

## Reparto
Una lista del reparto confirmado se publicó el 7 de octubre de 2021, a través de la página oficial de la sala de prensa de NBCUniversal Media Village.

### Principales
- Iván Sánchez como Ricardo Oribe / Pablo Silva
- Angélica Celaya como Daniela Millán
- Mauricio Islas como Emilio García Fuentes
- Catherine Siachoque como Marcela Jiménez Mello
- Patricia Reyes Spíndola como Antonia Oribe
- David Ostrosky como Celestino Castro
- Rodrigo Murray como Pedro Magnetti
- Norma Angélica como Nina López
- Vanessa Díaz como Juana Oribe Millan
  - Emma Arango interpretó a Juana de niña
- Jason Romo como Dante Oribe Millan
  - Cris Amado interpretó a Dante de niño
- Rosalinda Rodríguez como Sharon González
- Oswaldo Zárate como Juan Manuel Ávila
- Felipe Betancourt como Andrés Rósales
- Litzy como Carmen Alonso
- Norkys Batista como Evelyn del Río
- Pepé Gamez como Salvador «Chava» Ramírez
- Ana Lorena Sánchez como Ximena Millán
- Josette Vidal como Nicole del Río
- Simone Marval como Luciana Aguilera
- Vin Ramos como Ronnie Wilson
- Katia Bada como Caroline Domínguez

### Recurrentes e invitados especiales
- Ricardo Kleinbaum como Carlos Magnetti
- Jonathan Freudman como Mauricio Fontana
- Nelly Flores como Sofía Díaz
- María Laura Quintero como Paula Gamero
- Candela Ferro como ella misma
- Carlos Acosta-Milian como Raúl Pereira
- Alberto Mateo como Alberto
- Ernesto Faxas como Fernando Gavilán
- Mariano Chiesa como Eduardo Oribe (eps. 1–60)
- Frank Fernández como Luis Amador Velázquez
- Esteban Villareal como el padre José
- Manuel Bastos como Chiquito
- Denisse Novoa como Jenny
- Alexander Torres como Marco Kamal
- Freddy Flórez como Willy Kamal
- José Luis Santiago como Tony Kamal
- Jimmie Bernal como El Señor
- Isabel Moreno como Beatriz «Beba» Salcedo
- Aniluli Muñecas como Griselda
- Jairo Calero como Javier Pérez
- Diego Torres como él mismo
- Gabriela Vergara como ella misma
- Chela Arias como Casera
- Lilí Rentería como Rosa
- Cynthia Olavarría como Annette Fontes
- Rodolfo Salas como Eduardo Oribe (eps. 61–105)
- Juan Pablo Llano como Joaquín Molina
- Jorge Aravena como Armando «El Oso» Domínguez
- Alex Pita como Atilio Cocinelli
- Ariel Texido como Héctor Castellanos
- Aneudy Lara como El Perro
- Eduardo Pastrana como El Rastas

## Producción
La producción de la telenovela inició rodaje el 17 de septiembre de 2021. El 7 de octubre de 2021, se realizó en los foros de Telemundo Center la sesión de fotos del reparto. La producción finalizó su rodaje el 15 de enero de 2022 en una locación de Miami, Florida. La telenovela fue presentada el 16 de mayo de 2022, en el marco del Up-front de Telemundo para la temporada en televisión 2022-23.

## Lanzamiento

### Emisión original
Originalmente, la telenovela sería estrenada a través de Telemundo teniendo pautado su emisión para el 2022, sin embargo, por razones desconocidas se suspendió su estreno. Un avance de la telenovela se emitió en Telemundo el 21 de julio de 2022.

### Emisión internacional
En México, La mujer de mi vida se estrenó a través de Canal 9 el 8 de octubre de 2024, siendo la tercera producción de Telemundo en ser adquirida por TelevisaUnivision para su emisión en México antes que en su país de origen, teniendo como antecedente a Reina de corazones (2014) y ¿Quién es quién? (2015–16), las cuales, se estrenaron primero en México antes que en Estados Unidos.
En Puerto Rico, La mujer de mi vida se estrenó a través de Telemundo Puerto Rico (estación local de Telemundo) el 2 de diciembre de 2024 en sustitución de El Conde: amor y honor.